# 克姆勒德
克姆勒德，是匈牙利科马罗姆-埃斯泰尔戈姆州所辖的一个村。总面积22.84平方公里，总人口1225，人口密度53.6人/平方公里（2011年1月1日）。